# Carlazzo
Carlazzo est une commune de la province de Côme dans la région Lombardie en Italie.

## Administration
| Période                                  | Période  | Identité         | Étiquette | Qualité |
| ---------------------------------------- | -------- | ---------------- | --------- | ------- |
| 30 mai 2006                              | En cours | Giuliano Cerrano |           |         |
| Les données manquantes sont à compléter. |          |                  |           |         |

### Communes limitrophes
Bene Lario, Corrido, Cusino, Grandola ed Uniti, Porlezza, San Bartolomeo Val Cavargna, San Nazzaro Val Cavargna, Val Rezzo